# Araneus legonensis
Espèce
Araneus legonensis est une espèce d'araignées aranéomorphes de la famille des Araneidae.

## Distribution
Cette espèce est endémique du Ghana.

## Étymologie
Son nom d'espèce, composé de   et du suffixe latin -ensis, « qui vit dans, qui habite », lui a été donné en référence au lieu de sa découverte, Legon.

## Publication originale
- Grasshoff & Edmunds, 1979 : Araneus legonensis n.sp. (Araneidae: Araneae) from Ghana, West Africa, and its free sector web. Bulletin of the British Arachnological Society, vol. 4, p. 303-309.